# Willi Orbán
Willi Thomas Orbán (sinh ngày 3 tháng 11 năm 1992) hay Willi Orbán, là một cầu thủ bóng đá chuyên nghiệp chơi ở vị trí trung vệ và là đội trưởng câu lạc bộ RB Leipzig tại Bundesliga. Sinh ra ở Kaiserslautern, Đức, anh đại diện cho đội tuyển quốc gia Hungary.

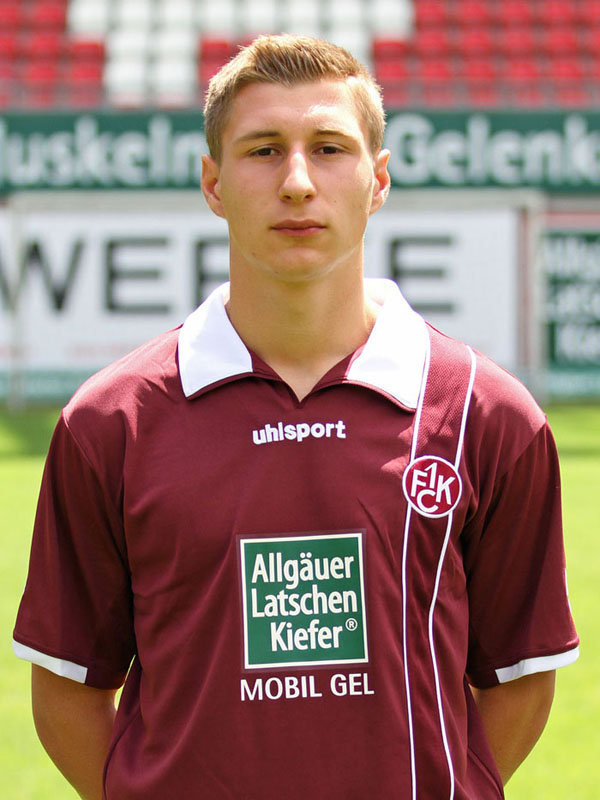
Orbán trong màu áo Kaiserslautern năm 2011

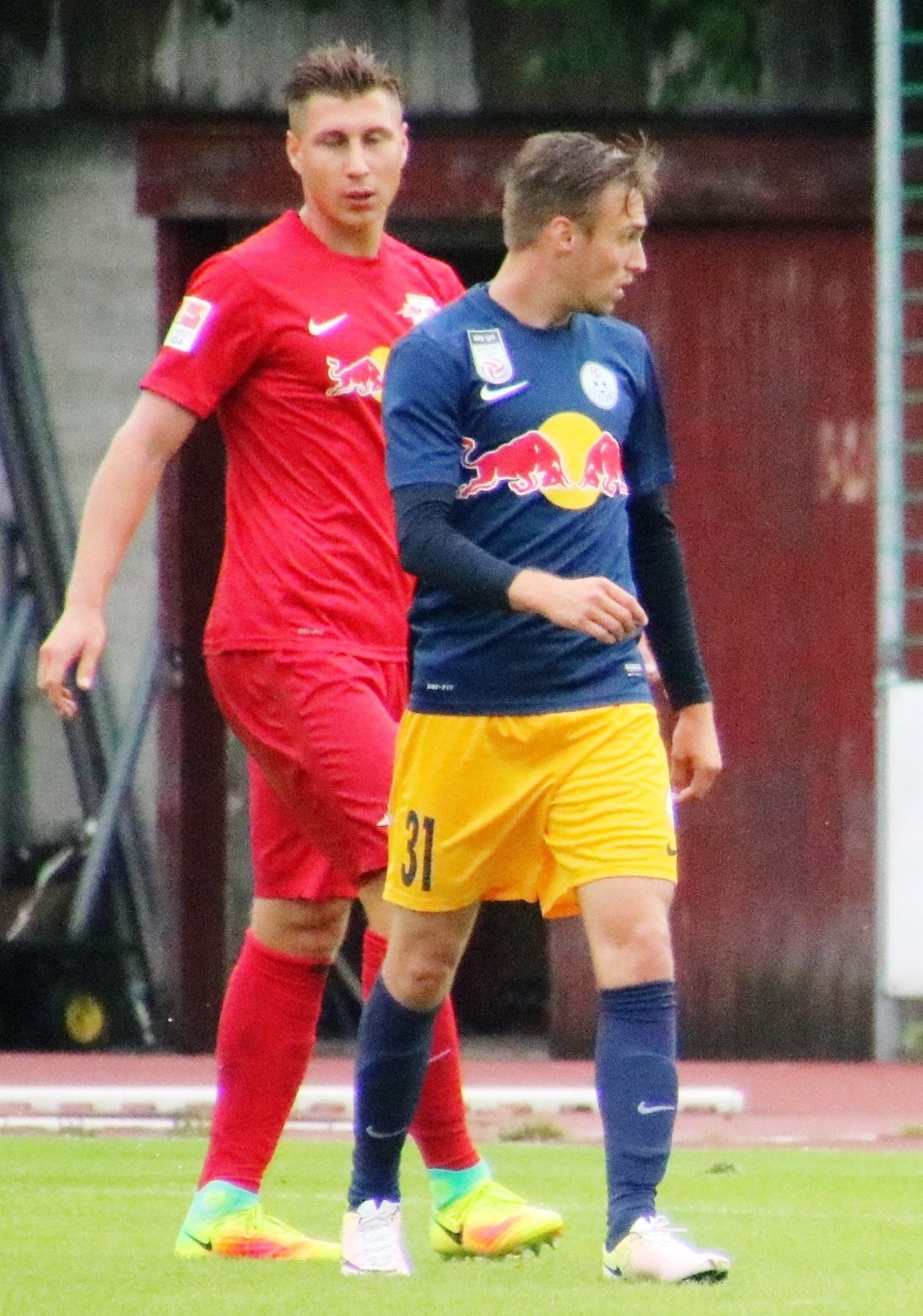
Orbán (áo đỏ bên trái) thi đấu giao hữu với FC Liefering vào ngày 9 tháng 8 năm 2016.

## Thống kê sự nghiệp

### Câu lạc bộ
Tính đến ngày 15 tháng 3 năm 2024
| Club                    | Season       | League               | League | League | DFB-Pokal | DFB-Pokal | Europe | Europe | Other | Other | Total | Total |
| Club                    | Season       | Division             | Apps   | Goals  | Apps      | Goals     | Apps   | Goals  | Apps  | Goals | Apps  | Goals |
| ----------------------- | ------------ | -------------------- | ------ | ------ | --------- | --------- | ------ | ------ | ----- | ----- | ----- | ----- |
| 1. FC Kaiserslautern II | 2011–12      | Regionalliga Südwest | 23     | 3      | —         | —         | —      | —      | —     | —     | 23    | 3     |
| 1. FC Kaiserslautern II | 2012–13      | Regionalliga Südwest | 12     | 4      | —         | —         | —      | —      | —     | —     | 12    | 4     |
| 1. FC Kaiserslautern II | Total        | Total                | 35     | 7      | —         | —         | —      | —      | —     | —     | 35    | 7     |
| 1. FC Kaiserslautern    | 2011–12      | Bundesliga           | 2      | 0      | 0         | 0         | —      | —      | —     | —     | 2     | 0     |
| 1. FC Kaiserslautern    | 2012–13      | 2. Bundesliga        | 7      | 1      | 0         | 0         | —      | —      | 2     | 0     | 9     | 1     |
| 1. FC Kaiserslautern    | 2013–14      | 2. Bundesliga        | 28     | 2      | 4         | 1         | —      | —      | —     | —     | 32    | 3     |
| 1. FC Kaiserslautern    | 2014–15      | 2. Bundesliga        | 31     | 4      | 3         | 0         | —      | —      | —     | —     | 34    | 4     |
| 1. FC Kaiserslautern    | Total        | Total                | 68     | 7      | 7         | 1         | —      | —      | 2     | 0     | 77    | 8     |
| RB Leipzig              | 2015–16      | 2. Bundesliga        | 32     | 1      | 1         | 0         | —      | —      | —     | —     | 33    | 1     |
| RB Leipzig              | 2016–17      | Bundesliga           | 28     | 3      | 1         | 0         | —      | —      | —     | —     | 29    | 3     |
| RB Leipzig              | 2017–18      | Bundesliga           | 26     | 3      | 2         | 0         | 9      | 1      | —     | —     | 37    | 4     |
| RB Leipzig              | 2018–19      | Bundesliga           | 24     | 4      | 4         | 0         | 11     | 0      | —     | —     | 39    | 4     |
| RB Leipzig              | 2019–20      | Bundesliga           | 12     | 1      | 2         | 0         | 4      | 0      | —     | —     | 18    | 1     |
| RB Leipzig              | 2020–21      | Bundesliga           | 29     | 4      | 5         | 1         | 6      | 0      | —     | —     | 40    | 5     |
| RB Leipzig              | 2021–22      | Bundesliga           | 30     | 2      | 6         | 1         | 8      | 1      | —     | —     | 44    | 4     |
| RB Leipzig              | 2022–23      | Bundesliga           | 33     | 4      | 6         | 1         | 8      | 0      | 1     | 0     | 48    | 5     |
| RB Leipzig              | 2023–24      | Bundesliga           | 11     | 0      | 0         | 0         | 2      | 1      | 1     | 0     | 14    | 1     |
| RB Leipzig              | Total        | Total                | 225    | 22     | 27        | 3         | 48     | 3      | 2     | 0     | 302   | 28    |
| Career total            | Career total | Career total         | 328    | 36     | 34        | 4         | 48     | 3      | 4     | 0     | 414   | 43    |

1. ↑  Appearances in 2. Bundesliga promotion play-offs
2. ↑  Six appearances and one goal in UEFA Champions League, three appearances in UEFA Europa League
3. ↑  Appearances in UEFA Europa League
4. 1 2 3 4  Appearances in UEFA Champions League
5. ↑  Four appearances in UEFA Champions League, four appearances and one goal in UEFA Europa League
6. 1 2  Appearance in DFL-Supercup

### Quốc tế
Tính đến ngày 10 tháng 9 năm 2023
| Đội tuyển quốc gia | Năm       | Trận | Bàn |
| ------------------ | --------- | ---- | --- |
| Hungary            | 2018      | 4    | 1   |
| Hungary            | 2019      | 8    | 2   |
| Hungary            | 2020      | 6    | 1   |
| Hungary            | 2021      | 10   | 1   |
| Hungary            | 2022      | 9    | 0   |
| Hungary            | 2023      | 6    | 1   |
| Tổng cộng          | Tổng cộng | 43   | 6   |

Bàn thắng và kết quả của Hungary được để trước.
| #  | Ngày                 | Địa điểm                                            | Đối thủ    | Bàn thắng | Kết quả | Giải đấu                      |
| -- | -------------------- | --------------------------------------------------- | ---------- | --------- | ------- | ----------------------------- |
| 1. | 15 tháng 11 năm 2018 | Groupama Arena, Budapest, Hungary                   | Estonia    | 1–0       | 2–0     | UEFA Nations League 2018–19   |
| 2. | 8 tháng 6 năm 2019   | Bakcell Arena, Baku, Azerbaijan                     | Azerbaijan | 1–0       | 3–1     | Vòng loại UEFA Euro 2020      |
| 3. | 8 tháng 6 năm 2019   | Bakcell Arena, Baku, Azerbaijan                     | Azerbaijan | 2–0       | 3–1     | Vòng loại UEFA Euro 2020      |
| 4. | 8 tháng 10 năm 2020  | Sân vận động quốc gia Vasil Levski, Sofia, Bulgaria | Bulgaria   | 1–0       | 3–1     | Vòng loại UEFA Euro 2020      |
| 5. | 25 tháng 3 năm 2021  | Puskás Aréna, Budapest, Hungary                     | Ba Lan     | 3–2       | 3–3     | Vòng loại FIFA World Cup 2026 |
| 6. | 7 tháng 9 năm 2023   | Sân vận động Sao Đỏ, Belgrade, Serbia               | Serbia     | 2–1       | 2–1     | Vòng loại UEFA Euro 2024      |

## Danh hiệu
RB Leipzig
- DFB-Pokal: 2021–22,[8] 2022–23 [9]
- DFL-Supercup: 2023[10]

Cá nhân
- Đội hình xuất sắc nhất mùa giải Bundesliga do tạp chí kicker bình chọn: 2018–19[11]